# Jan Klement Zobel
Jan Klement Zobel (1. srpna 1777 Kienzen (Tannheim, Rakousko) – 2. února 1840 Praha), také uváděn jako Johann Clemens Zobel, byl architekt a dvorní stavitel z období klasicismu, působící v Čechách, zejména v Praze.

## Život
Pocházel z rozvětvené umělecké rodiny Zobelů, která byla spřízněna např. s malostranskou kominickou rodinou Demartiniů či se stavitelskou a podnikatelskou rodinou Hergetů. Jeho otcem byl dvorní stavební mistr Josef Zobel (1746–1814), který se stal roku 1777 pražským měšťanem a jako stavební podnikatel se podílel (spolu s Josefem Jägerem a Antonínem Haffeneckerem) např. na stavbě pevnosti Terezín, a po Haffeneckerově smrti v roce 1789 se stal dvorním stavitelem Pražského hradu.
Jan Klement se narodil v Tyrolích, ale jako architekt a stavitel působil stejně jako jeho otec především v Praze, kde se uvedl v letech 1800–1801 při přestavbě domu č.p. 102 ve Spálené ulici na Novém Městě (dům U Zlaté kotvy, v roce 1843 pak znovu přestavěný). Mistrovské zkoušky složil v roce 1802. V roce 1811 se stal malostranským měšťanem, bydlel v ulici U Lužického semináře č.p. 88/6. Byl radou Zemského stavebního ředitelství a působil také jako knížecí stavitel pro rodinu Fürstenbergů. Pochován je na Malostranském hřbitově v Praze.
Jeho synem byl Johann Baptista Zobel (8. srpna 1812 Praha – 14. srpna 1865 Praha), rakouský lékař a přírodovědec.

## Dílo
Jako stavitel i projektant byl známý různorodostí, ale také množstvím svého díla. Provedl klasicistní přestavbu řady domů a paláců zejména na Malé Straně. Některé z jeho prací:
- Pálffyho palác, spoluúčast na úpravách (1808–1823)
- oprava věže kostela sv. Petra a Pavla v Čáslavi (1825)[6]
- přestavba kostela sv. Máří Magdalény pro vrchní poštovní úřad (kolem 1830)
- projekt domu U Gürtlů (1832)[7]
- Vrtbovský palác, vestavba nového schodiště (1837)
- dům U Tří bílých křížků, klasicistní přestavba (1838)[8]
- domy U Zlatého kohouta a U Mariánského obrazu, spojení a přestavba (1838)[9]
- nové zděné kolny u Sovových mlýnů na Kampě[3]